# Arcos (Braga)
Arcos ist ein Ort und eine ehemalige Gemeinde (Freguesia) im Norden Portugals.
Arcos gehört zum Kreis und zur Stadt (pt: Cidade) Braga im Distrikt Braga. Die Gemeinde hatte eine Fläche von 0,9 km² und 762 Einwohner (Stand 30. Juni 2011).
Am 29. September 2013 wurden die Gemeinden Arcos und Lomar zur neuen Gemeinde União das Freguesias de Lomar e Arcos zusammengeschlossen.

## Sehenswürdigkeiten

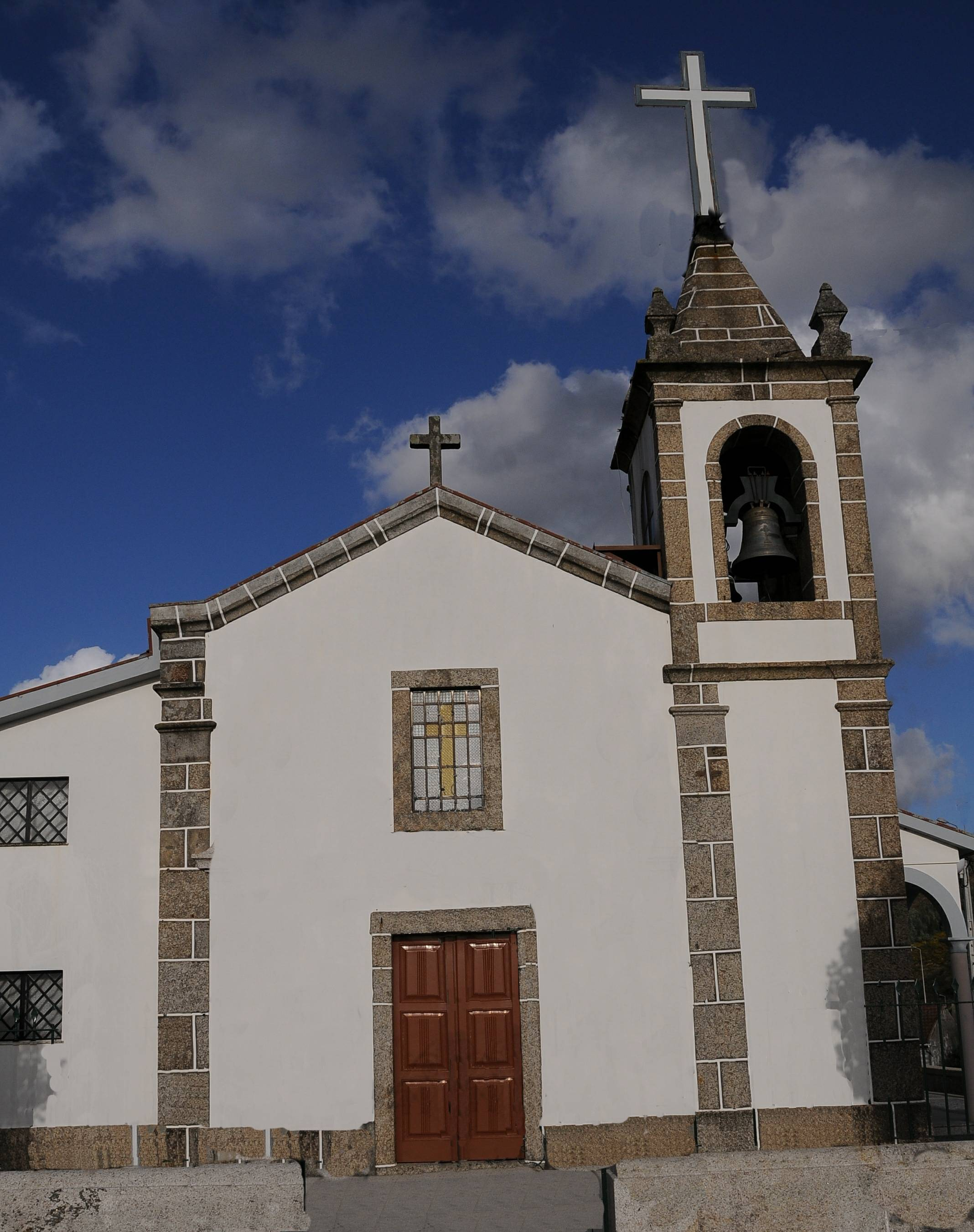
Kirche São Paio in Arcos